# Кунерт, Франц
Франц Кунерт (нем. Franz Kunert, 1897 — ?) — австрийский шахматист.
Чемпион Австрии 1930 г.
Участник Требич-турнира 1931 г. и двух турниров в Эбензее (1930 и 1933 гг.).
Наиболее известен как игрок по переписке, один из активных членов ИФШБ на раннем этапе существования организации. Трижды принимал участие в главных турнирах чемпионатов ИФШБ.

## Спортивные результаты
| Год                       | Город              | Соревнование                                    | +   | −   | =   | Результат     | Место |
| ------------------------- | ------------------ | ----------------------------------------------- | --- | --- | --- | ------------- | ----- |
| 1930                      | Грац               | Чемпионат Австрии                               |     |     |     |               | 1     |
|                           | Эбензее            | Международный турнир                            | 0   | 5   | 2   | 1 из 7        | 8     |
| 1931                      | Вена               | Требич-турнир                                   | 2   | 9   | 2   | 3 из 13       | 13    |
| 1933                      | Эбензее            | Международный турнир (групповой этап) (финал А) | 5 0 | 1 3 | 2 0 | 6 из 8 0 из 3 | 4     |
| СОРЕВНОВАНИЯ ПО ПЕРЕПИСКЕ |                    |                                                 |     |     |     |               |       |
| 1930—1931                 | 3-й чемпионат ИФШБ | 3-й чемпионат ИФШБ                              |     |     |     | 4 из 9        | 7     |
| 1931—1932                 | 4-й чемпионат ИФШБ | 4-й чемпионат ИФШБ                              |     |     |     | 5 из 9        | 4     |
| 1932—1933                 | 5-й чемпионат ИФШБ | 5-й чемпионат ИФШБ                              |     |     |     | 5½ из 12      | 6     |